# Селяни-втікачі

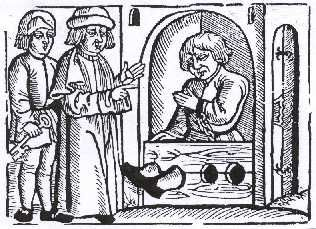
Селянин в запасах, XVI ст.

Селяни-втікачі — селяни, які втікали із поміщицьких маєтків у міста, в інші маєтки чи за кордон, як форма захисту від гноблення за часів феодалізму.

## Історія
Втеча селян існували у Польському королівстві з XII століття до падіння Першої польської республіки у XVIII столітті. Щоб запобігти частим випадкам втечі селян із церковних маєтків, управителям цих маєтків було наказано гуманно ставитися до праці підданих. Найчастіше селяни втікали до королівських маєтків або за межі країни, до Пруссії, Литви чи Русі (зокрема Запоріжжя). У XVI столітті поведінка втікачів стала звичним явищем, якому не могли запобігти жодні закони. Втеча селян на східні території Речі посполитої була обмежена лише на початку XVII ст. розвитком тут фільварково-панщинної системи. Коли втеча перестала докорінно покращувати долю селян, все частіше почали спалахувати селянські повстання.
Були випадки втечі цілих сіл (румунських територій), які були результатом феодального гніту та свавілля та зловживань феодалів і представників адміністрації. Територією скупчення селян, переважно слов'янського походження (пізніше названих куруцами), був кордон між Верхньою Угорщиною та Валахією. Втечі були формою захисту і боротьби селян проти посилення гніту з боку феодалів. Феодали захищалися від втеч, укладаючи між собою угоди про видачу втікачів і запроваджуючи особливий судовий порядок. Застосовували й економічні заходи — заміну панщини чиншем, надання селянам так званих викупних прав. Династія Ягеллонів уклала договір з Тевтонським орденом про взаємну видачу селян-утікачів.
У XV столітті робилися законні спроби обмежити селянську втечу. У 1420 році були введені покарання у 15 гривень проти осіб, які переховували селян-утікачів. У 1454 році світським і духовним феодалам, орендарям королівських земель, а також міщанам було заборонено приймати селян-втікачів. За втечу карали. Випалювали тавро на лобі, перерізали сухожилля, використовували колективну відповідальність. Петро Скарґа навіть згадує про покарання селян смертю. Однак це були поодинокі випадки, оскільки, караючи втікача смертю, феодал позбавляв себе безкоштовної робочої сили для роботи у своєму маєтку.
До середини XVІ століття руські селяни не були прикріплені до землі. Однак у другій половині згаданого століття посилився гніт селян, що спричинило втечу селян на південь Русі в пошуках кращого життя. На початку XVII століття селяни-втікачі призвели до зростання прикордонного населення, зокрема козацтва. У 1707 році селяни-втікачі в Московії стали однією з причин Булавінського повстання.
В добу просвітницьких реформ у Габсбурзькій монархії (до якої з 1772 р. входила також Галичина) робилися спроби запобігти втечі селян едиктами 1772, 1777 та 1784 років. Вони погрожували суворими покараннями (включаючи смертну кару) за втечу та підбурювання до втечі. Одним із пунктів Акту річпосполитської Конституції від 3 травня 1791 р. кажучи: ми оголошуємо повну свободу для всіх людей, як новоприбулих, так і тих, які, покинувши раніше країну, тепер хочуть повернутися на батьківщину; настільки, що кожна особа, яка знову прибуває або повертається до країн Республіки Польща з будь-якого боку, як тільки ступить на польську землю, може абсолютно вільно використовувати свою свободу, як і де вона хоче; він вільний укладати договори про поселення, працю чи оренду, якщо і доки він погоджується; він вільний оселитися в місті або в сільській місцевості; він вільний жити в Польщі або повернутися в країну, куди забажає, виконавши зобов'язання, які він добровільно прийняв, викликавши обурення Катерини II. Імператриця боялася, що більшість селян з Білої Русі втече до Польщі, а решта мені збрешуть.
Тема селянської втечі та обезлюднення польських сіл обговорювалася в польській літературі ХІХ ст. Цю проблему порушував також Теодор Томаш Єж у романі: «Василь Голуб».